# Commissario Laurenti – Der Tod wirft lange Schatten
Commissario Laurenti – Der Tod wirft lange Schatten ist ein deutscher Kriminalfilm aus dem Jahr 2008 von Hannu Salonen. Das Drehbuch von Lothar Kurzawa geht auf den gleichnamigen Roman von Veit Heinichen zurück. Für den von Henry Hübchen verkörperten Triester Vize Questore Commissario Proteo Laurenti ist es sein vierter Fall. Barbara Rudnik ist als Laurentis Ehefrau Laura besetzt, Florian Panzner und Catherine Flemming arbeiten ihm zu, und Sergej Moya und Sophia Thomalla verkörpern Laurentis Kinder Marco und Livia. In tragenden Rollen sind Luise Berndt, Rolf Hoppe, Hanns Zischler, Ludwig Trepte, Inga Busch und Horst Krause besetzt. Als Gäste treten Katharina Thalbach und Christopher Buchholz auf.
Das Erste offerierte den Film bei seiner Erstausstrahlung mit den Worten: „Neben einer packenden Geschichte über Erpressung und Moral, dunkle Geschäfte und mörderische Familientraditionen, bietet der Film einen außergewöhnlichen Blick auf die italienische Hafenstadt Triest jenseits der Touristenklischees. In der Hauptrolle brilliert einmal mehr Henry Hübchen als ebenso grantiger wie scharfsinniger Commissario.“

## Handlung

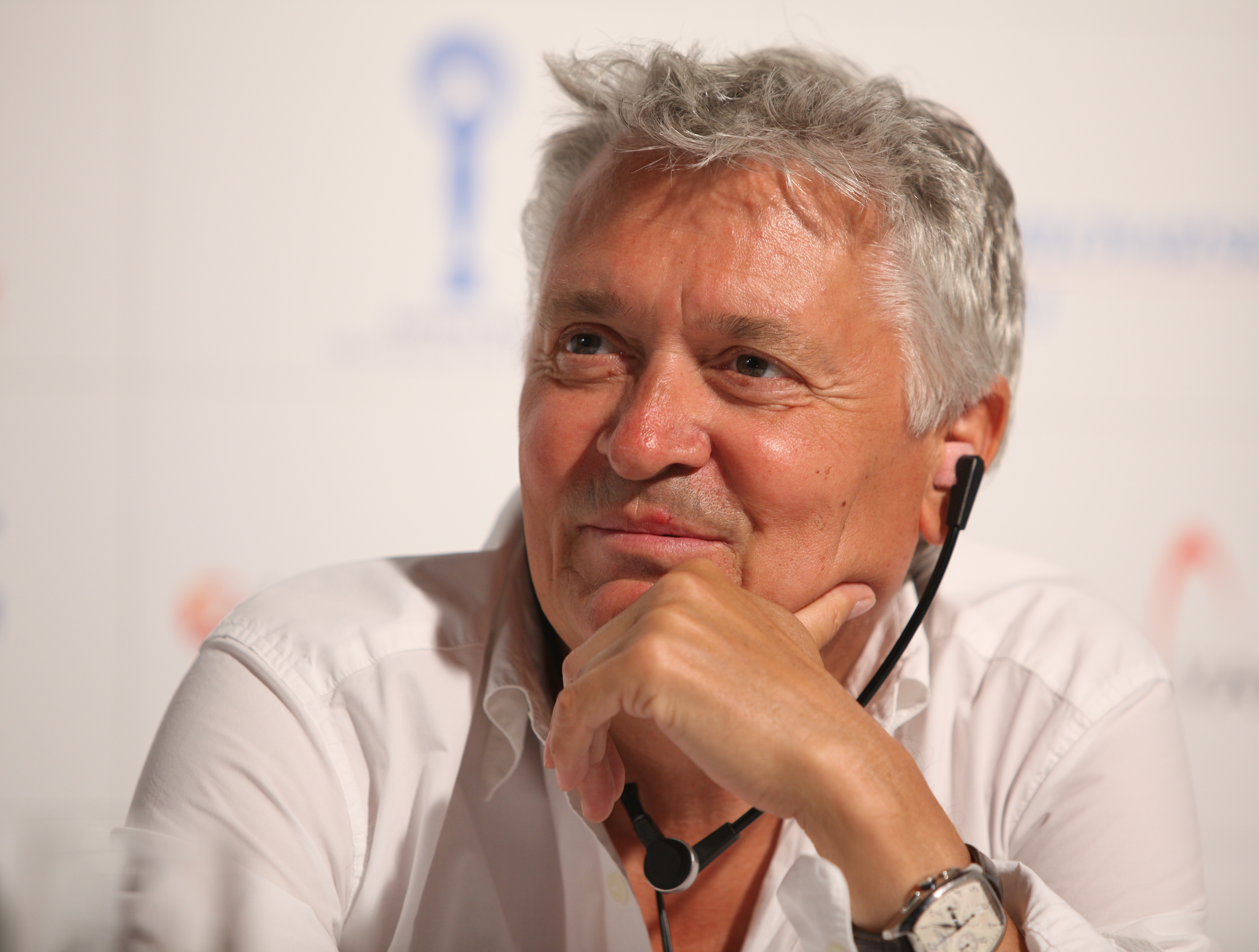
Henry Hübchen, der Darsteller des Commissario Laurenti

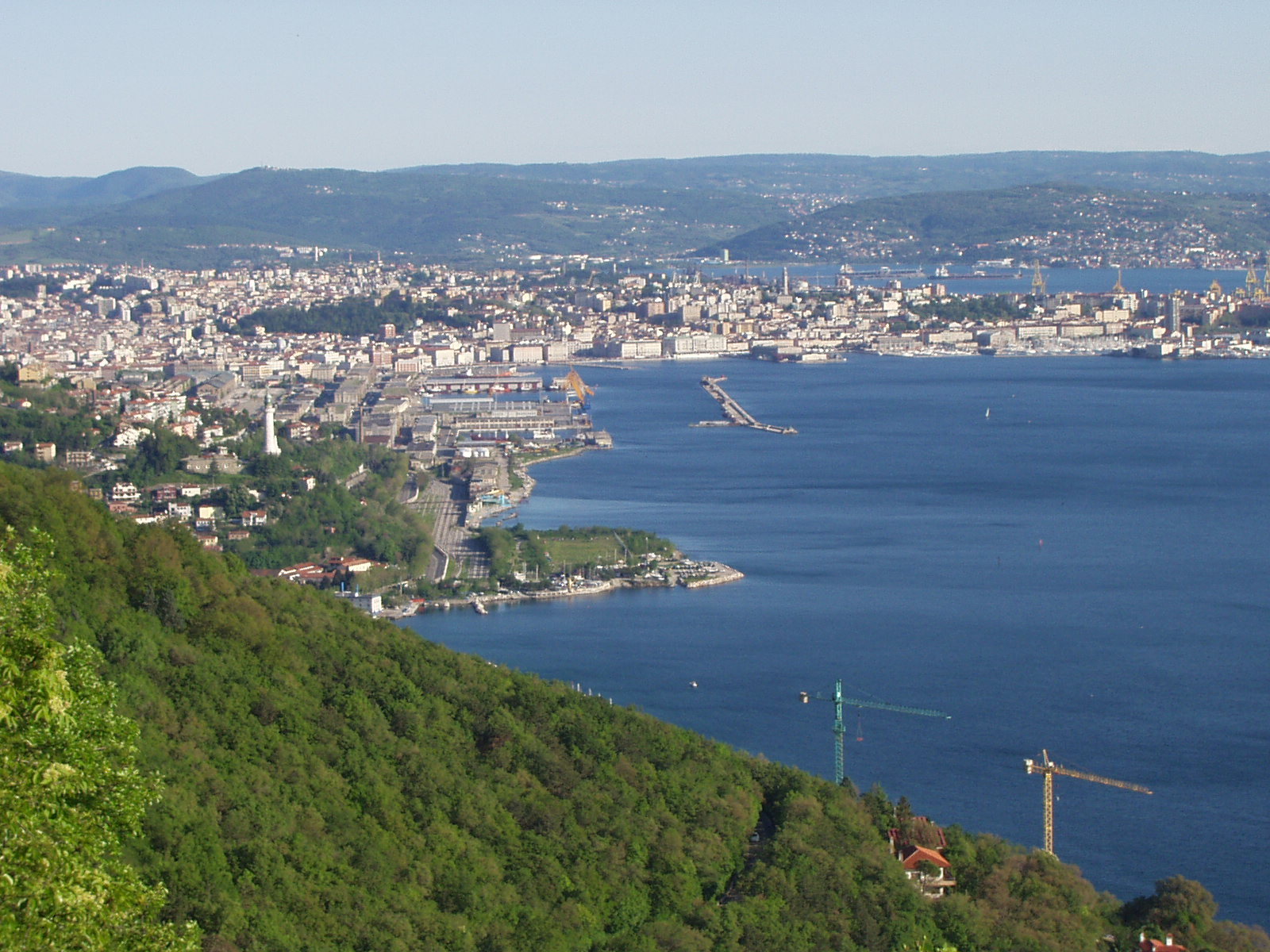
Triest, wo Laurenti ermittelt

Bei einer Schießerei auf der Piazza Sant’Antonio Taumaturgo zwischen einer Motorradfahrerin und zwei Männern wird einer der Beteiligten getötet. Zeuge des Vorfalls wurde zufällig ein Kioskbesitzer, der den ermittelnden Beamten seine Beobachtungen schildert. Für Commissario Proteo Laurenti sieht alles nach einer gescheiterten Dokumentenübergabe aus. Der Getötete war der Enkel des einflussreichen Salvio Giustina; somit dürfte sicher sein, dass der zweite Mann Michele Giustina war, der Bruder des Getöteten.
Doch auch die gehörlose junge Bettlerin Irina, die noch versucht hatte, sich um den Angeschossenen zu kümmern, könnte Commissario Laurenti weiterhelfen, wäre sie nicht spurlos verschwunden. Heimlich hat sie die Dokumente an sich genommen, wodurch sie in große Gefahr gerät, denn sowohl Michele Giustina als auch die Motorradfahrerin Branka machen nun Jagd auf das Mädchen.
Laurenti erfährt von seinem ehemaligen Kollegen Galvano, der sich mit den Familiengeschichten hochrangiger Triester Bürger auskennt, dass Salvio Giustina sich während des Zweiten Weltkrieges als Nazi-Kollaborateur hervorgetan hatte. Indem er Menschen denunzierte, sicherte er sich als Gegenleistung den Besitz von Häusern und Grundstücken der Opfer. Ein Journalist, der diese Machenschaften zum Inhalt einer Reportage gemacht hatte, kam auf mysteriöse Weise ums Leben, noch ehe er die Ergebnisse seiner Recherchen veröffentlichten konnte. Die brisanten Dokumente, die Giustinas Machenschaften belegen, sind seitdem verschwunden.
Als Irina bemerkt, in welcher Gefahr sie sich befindet, wendet sie sich an Galvano, dem sie auf ihren Bettlertouren häufig begegnet ist und der sie immer gut behandelt hat. Sie übergibt ihm die Mappe mit den Dokumenten und hofft damit ihre Verfolger los zu sein. Zudem übergibt sie ihm auch einen Gepäckaufbewahrungsschein, den sie auf der Piazza Sant’Antonio Taumaturgo gefunden und eingesteckt hat. In Gebärdensprache bittet sie Galvano, für sie zum Bahnhof zu gehen und den Aufbewahrungsschein auszulösen. Als er mit einer Tasche zurückkommt, findet sich darin eine große Summe Bargeld.
Anhand der ballistischen Untersuchungen ist wahrscheinlich, dass Pietro Giustina von seinem eigenen Bruder erschossen worden ist. Ein Versuch, Michele Giustina festzunehmen, scheitert, weil sich Laurentis Vorgesetzter dagegenstellt. Auch die Suche nach Irina, die von dem Kioskbesitzer als weitere Zeugin benannt wurde, gestaltet sich schwierig, da Galvano die junge Frau bei sich versteckt hat. Schon bald erhält er Besuch von Michele Giustina, der die Dokumente von ihm fordert. Die Motorradfahrerin Branka findet zur selben Zeit den Weg zu Galvano, sodass Giustina erfolglos abziehen muss. Branka gelingt es jedoch, Irina als Geisel zu nehmen. Sie will das Mädchen gegen das Geld eintauschen. So wendet sich Galvano an Laurenti, der sich mit ihm zusammen und in Begleitung von Sgubin zum vereinbarten Übergabeort begibt. Allerdings hat auch Michele Giustina von dem Übergabetermin erfahren und erscheint schwerbewaffnet mit seinen Leuten. Da sich ein Sondereinsatzkommando an Micheles Fersen geheftet hat und ihm gefolgt ist, kommt es zu einem Schusswechsel, bei dem der letzte Giustina von einem Beamten des SEK erschossen wird, während Branka mit dem Geld verschwinden kann. Laurenti meint, er habe alles im Griff gehabt, der Schuss auf Giustina sei völlig unnötig und eine Hinrichtung gewesen. Er habe nicht, wie vermutet, nach einer zweiten Waffe gegriffen, sondern ihm ein Namensschild übergeben wollen, eine alte Tradition, die den Untergang einer Familie symbolisiere.
Als Branka die Beute zu ihrem Auftraggeber zurückbringt, dem Unterweltkönig Viktor Drakic, erschießt dieser sie kaltblütig. Commissario Laurenti hingegen feiert mit Familie und Freunden in seinem Garten eine Party anlässlich des Geburtstages seiner Frau Laura, der er ein von ihm vorgetragenes Lied widmet.

## Produktion, Veröffentlichung

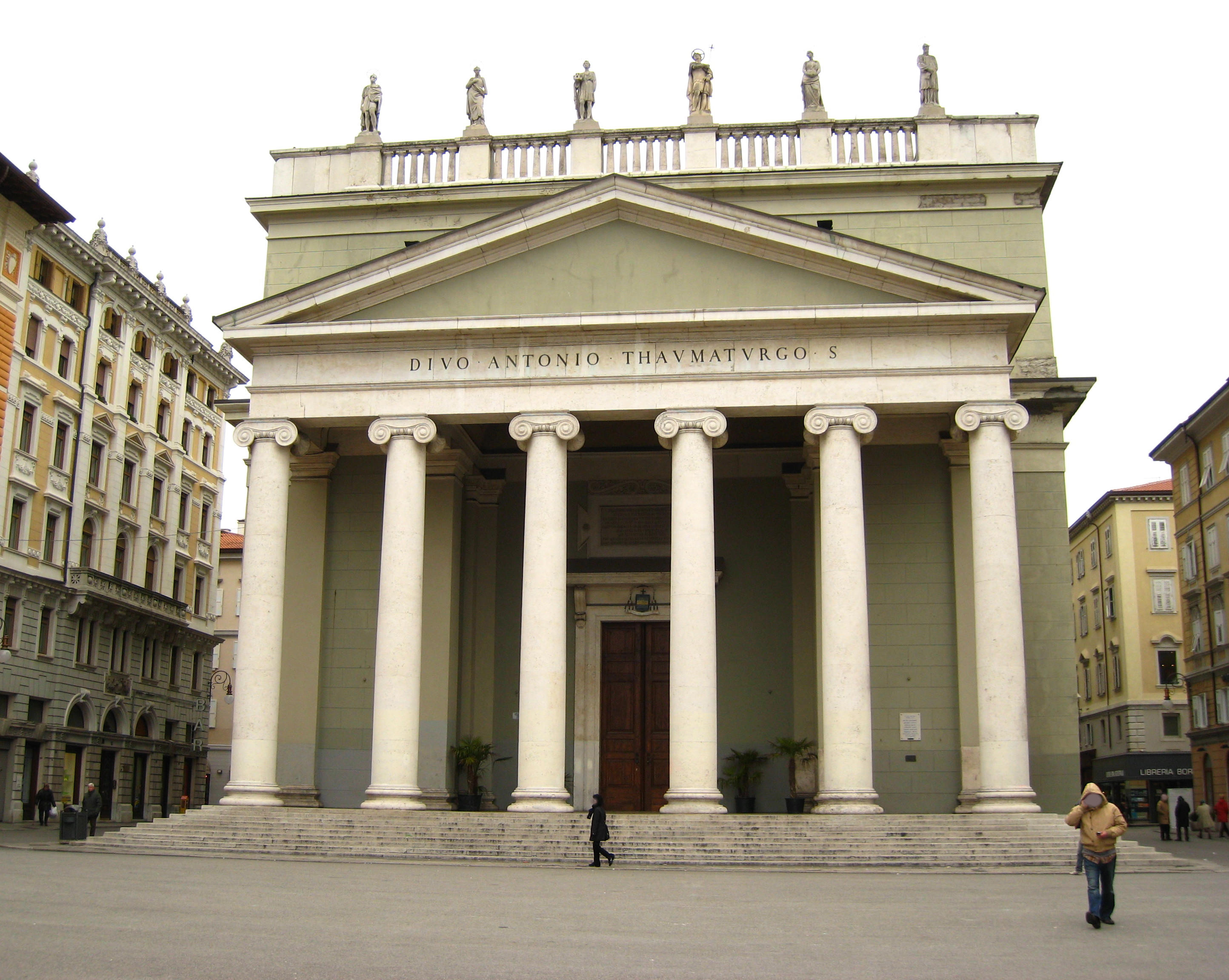
Chiesa di Sant’Antonio nuovo in Triest, im Film Ort der Schießerei

Commissario Laurenti – Der Tod wirft lange Schatten wurde vom 18. April bis zum 21. Juni 2007 zeitgleich mit der vorhergehenden dritten Episode Tod auf der Warteliste an Schauplätzen in Triest gedreht. Der Film wurde von der Trebitsch Entertainment im Auftrag der ARD Degeto für Das Erste produziert.
Die Erstausstrahlung des Films erfolgte am 10. Januar 2008 zur Hauptsendezeit wie auch die Vorgängerfilme Gib jedem seinen eigenen Tod und Tod auf der Warteliste auf dem Sendeplatz am Donnerstag im Programm der ARD Das Erste. Der erste Fall hingegen, Die Toten vom Karst, kam sonntags auf dem für den Tatort reservierten Sonntagssendeplatz.

## Rezeption

### Einschaltquote
Bei seiner bisher letzten Ausstrahlung am 5. April 2020 um 01:30 Uhr erreichte der Film 0,41 Millionen Zuschauer, was einen Marktanteil von 7,1 Prozent ergab.

### Kritik
Rainer Tittelbach von tittelbach.tv gab dem Film 2,5 von 6 möglichen Sternen und wertete verhalten: „Bei Laurenti funktioniert die ‚Italisierung‘ schlechter als bei Brunetti. Auch Fall 4 ‚Der Tod wirft lange Schatten‘ ist ein Krimi aus der unteren Mittelklasse. Es beginnt mit einem Schuss Action: Bei einer Schießerei auf offener Straße wird ein Enkel eines skrupellosen, rechts gerichteten Geschäftsmannes getötet. Weil offenbar die kostspieligen Krimis aus Triest allen etwas bringen sollen, verzetteln sie sich in ihren trivialen Geschichten. Spannungslos, dürftige Action, mit großen Namen überladen. Eine einzige Geldvernichtungsmaschine.“
Der Filmdienst schrieb lediglich: „(Fernseh-)Krimi aus einer Serie, in der die norditalienische Stadt Triest Schauplatz für organisiertes Verbrechen und die Verfilzung von Politik und Kriminalität ist. – Ab 14.“
TV Spielfilm vergab die schlechteste Wertung (Daumen nach unten) und befand: „Selbst Schauspielerprominenz wie Barbara Rudnik oder Katharina Thalbach bleibt hier leider blass. Der schnarchig inszenierte vierte Laurenti-Fall wirkt ungefähr so authentisch wie eine Palmenlandschaft auf Fototapete.“ Fazit: „Ja, ja lange Schatten – einfach unterbelichtet“.
Ganz anders sah das Kino.de; dort wurde die Reihe und auch dieser Film sehr positiv bewertet: „Ein Hochglanzkrimi, der bei aller Liebe für die Schauwerte des illustren Schauplatzes Triest, die Spannung nicht aus dem Blick verliert. Die Laurenti-Filme folgen nicht dem klassischen Whodunnit-Muster – die Bösen stehen von vorneherein fest –, steuern aber regelmäßig auf einen dramatischen Showdown zu. Vielmehr leben die Filme jedoch von den Eigenwilligkeiten ihres Protagonisten und seinen stetigen Scharmützeln mit höheren Instanzen. Henry Hübchen ist in dieser Paraderolle schlichtweg eine Wucht.“